# Чемпионат мира по стрельбе 1935
Чемпионат мира по стрельбе 1935 года прошёл в Риме (Итальянское королевство).

## Общий медальный зачёт
| Место | Страна              | Золото | Серебро | Бронза | Всего |
| ----- | ------------------- | ------ | ------- | ------ | ----- |
| 1     | Финляндия           | 6      | 3       | 2      | 11    |
| 2     | Эстония             | 4      | 4       | 1      | 9     |
| 3     | Швеция              | 4      | 2       | 4      | 10    |
| 4     | Франция             | 2      | 3       | 2      | 7     |
| 5     | Швейцария           | 1      | 2       | 4      | 7     |
| 6     | Италия              | 1      | 1       | 1      | 3     |
| 7     | Венгрия             | 1      | 0       | 0      | 1     |
| 8     | Норвегия            | 0      | 1       | 3      | 4     |
| 9     | Нацистская Германия | 0      | 1       | 1      | 2     |
| 10    | Чехословакия        | 0      | 1       | 0      | 1     |
| 10    | Нидерланды          | 0      | 1       | 0      | 1     |
| 12    | Испания             | 0      | 0       | 1      | 1     |
| Всего | Всего               | 19     | 19      | 19     | 57    |

## Медалисты
| Дисциплина                                              | Золото | Серебро                                                                                        | Бронза                                                                                              |
| ------------------------------------------------------- | --- | ---------------------------------------------------------------------------------------------- | --------------------------------------------------------------------------------------------------- |
| Винтовка с трёх позиций, 300 метров                     | Виктор Мийналайнен                                                                                             | Куллерво Лескинен                                                                              | Яак Кярнер                                                                                          |
| Винтовка с трёх позиций, 300 метров (команды)           | Финляндия · Куллерво Лескинен · Свен Оскар Линдгрен · Виктор Мийналайнен · Виктор Эйнари Окса · Ниссе Васениус | Эстония · Элмар Кивистик · Яак Кярнер · Эндел Риканд · Аугуст Лиивик · Эрнст Рулл              | Швейцария · Отто Хорбер · Якоб Райх · Альберт Зальцман · Эрнст Телленбах · Карл Циммерман           |
| Винтовка лёжа, 300 метров                               | Бертиль Рёнмарк                                                                                                | Раймон Дюран                                                                                   | Хальвар Конгсйорден                                                                                 |
| Винтовка с колена, 300 метров                           | Яак Кярнер | Виктор Мийналайнен                                                                             | Куллерво Лескинен                                                                                   |
| Винтовка стоя, 300 метров                               | Свен Дессле | Аугуст Лиивик                                                                                  | Вилли Рёгеберг                                                                                      |
| Винтовка лёжа, 50 метров                                | Раймон Дюран                                                                                                   | Йоханнес Вилберг                                                                               | Жак Мазой                                                                                           |
| Винтовка лёжа, 50 метров (команды)                      | Эстония · Виллем Яансон · Эдуард Серен · Густав Локотар · Эндел Риканд · Йоханнес Вилберг                      | Швеция · Олле Эрикссон · Таге Эрикссон · Эрланд Кох · Карл Ларссон · Бертиль Рёнмарк           | Франция · Марсель Бушез · Раймон Дюран · Марсель Фитусси · Люсьен Жен · Жак Мазой                   |
| Винтовка с колена, 50 метров                            | Густав Локотар                                                                                                 | Эрнст Рулл                                                                                     | Вилли Рёгеберг                                                                                      |
| Винтовка с колена, 50 метров (команды)                  | Эстония · Виллем Яансон · Элмар Кивистик · Густав Локотар · Эндел Риканд · Эрнст Рулл                          | Франция · Марсель Бушез · Марсель Бонен · Раймон Дюран · Люсьен Жен · Жак Мазой                | Швеция · Олле Эрикссон · Таге Эрикссон · Эрланд Кох · Карл Ларссон · Бертиль Рёнмарк                |
| Винтовка стоя, 50 метров                                | Куллерво Лескинен                                                                                              | Вилли Рёгеберг                                                                                 | Олле Эрикссон                                                                                       |
| Винтовка стоя, 50 метров (команды)                      | Финляндия · Куллерво Лескинен · Тойво Мянттари · Виктор Эйнари Окса · Осмо Рантала · Ниссе Васениус            | Франция · Марсель Бушез · Марсель Бонен · Марсель Фитусси · Робер Меш · Жак Мазой              | Швеция · Олле Эрикссон · Таге Эрикссон · Эрланд Кох · Свен Дессле · Бертиль Рёнмарк                 |
| Армейская винтовка с трёх позиций, 300 метров           | Свен Оскар Линдгрен                                                                                            | Карл Циммерман                                                                                 | Олле Эрикссон                                                                                       |
| Армейская винтовка с трёх позиций, 300 метров (команды) | Венгрия · Золтан Храдецки-Шоош · Анталь Шимонфай · Тибор Таритш · Иштван Препеличай · Берталан Жотер           | Швеция · Олле Эрикссон · Карл Ларссон · Леннарт Рёнмарк · Свен Дессле · Бертиль Рёнмарк        | Швейцария · Эрнст Бургдорфер · Густав Айхельбергер · Альберт Зальцман · Беат Ринер · Карл Циммерман |
| Армейская винтовка лёжа, 300 метров                     | М.Брион | Альберт Зальцман                                                                               | Свен Оскар Линдгрен                                                                                 |
| Армейская винтовка с колена, 300 метров                 | Свен Оскар Линдгрен                                                                                            | Осмо Рантала                                                                                   | Джузеппе Гойванелли                                                                                 |
| Армейская винтовка стоя, 300 метров                     | Олле Эрикссон                                                                                                  | Кристиан Бот                                                                                   | Рудольф Брахтль                                                                                     |
| Скорострельный пистолет, 25 метров                      | Вальтер Бонинсеньи                                                                                             | Франтишек Покорный                                                                             | Артуро Гонсалес Костельо                                                                            |
| Произвольный пистолет, 50 метров                        | Торстен Ульман                                                                                                 | Эрих Кремпель                                                                                  | Вальтер Бюхи                                                                                        |
| Произвольный пистолет, 50 метров (команды)              | Швейцария · Эрнст Андрес · Эрнст Флюкигер · Северин Кривелли · Фриц Лейбундгут · Вальтер Бюхи                  | Италия · Джанкарло Бориани · Босфоро Капоне · Стефано Марготти · Карло Мареска · Уго Пистолези | Нацистская Германия · Херман Бельцнер · Эрих Кремпель · Гюнтер Лоренц · Эмиль Мартин · Пауль Венер  |